# Tarachidia libedis
Tarachidia libedis là một loài bướm đêm trong họ Noctuidae.